# آیرون هورس (کالیفرنیا)
آیرون هورس (به انگلیسی: Iron Horse) یک منطقهٔ مسکونی در ایالات متحده آمریکا است که در شهرستان پلوماس، کالیفرنیا واقع شده‌است. آیرون هورس ۲۰٫۰۶۵ کیلومتر مربع مساحت و ۲۹۷ نفر جمعیت دارد و ۱٬۵۰۷ متر بالاتر از سطح دریا واقع شده‌است.